# 新川 (幌筵岛)
新川（日语：／）或布尔纳亚河（俄语：Река Бурная）是幌筵島的河流，属萨哈林州北库里尔斯克区，长13公里，流域面积36.7平方公里，注入鄂霍次克海。